# Fireball (canção de Willow Smith)
"Fireball" é uma música da cantora norte-americana Willow Smith, a cançaõ foi lançado como single oficial em 10 de Outubro de 2011. Conta com a participação da rapper Nicki Minaj é uma canção de R&B e hip-hop que possui influência do pop e foi escrita pela própria juntamente com Drew Ryan Scott, Joacim Persson, Johan Alkenas, segundo as criticas, a canção lembra o seu single de estréia, Whip My Hair (2010).

## Vídeo musical
O vídeo da música foi filmado por Hype Williams e postado na conta VEVO da cantora em 16 de dezembro de 2011, o vídeo-clipe conta com a participação da rapper Nicki Minaj, nesse vídeo percebe-se que Willow está com novo corte de cabelo, e quis renova no cenário.

### Sinopse
O vídeo começa com um logotipo escrito: Willow em seguida aparece escrito Nicki Minaj e Fireball, depois aparece um meteoro caindo do céu que apresenta ser a jovem, depois as luzes se apagam e aparece Willow em um quadro atrás cheio de fogos pela parede, quando a jovem canta a primeira frase da música as luzes tornam se apagarem, depois a cena volta ao normal, em seguida os dançarinos dançam em uma rua, com uma forte luz amarela atrás deles, depois aparece Willow caminhando até os dançarinos, com cabelos curtos, luvas pretas, uma mini jaqueta, em detalhes em dourado, e calça amarela com manchas pretas, a jovem vai dançando lentamente até os dançarinos, depois a cena corta e já mostra Willow com seus dançarinos (detalhe: os dançarinos aumentam com cena, e a mas meninas do que meninos) depois as cenas vão cortando para o corpo da jovem, e aos dançarinos, em seguida Willow aparece na cena do começo do vídeo com uma jaqueta com detalhes em rosa, óculos, uma blusa branca e uma calça branca com manchas pretas, ao mostrar a cantora com suas dançarinas, as cenas vão passando rápido, e Willow volta a cantar o refrão, Nicki Minaj aparece na rua com uma bota colorida, cabelos rosas, e um vestido de bichos de pelúcias rosas e amarelos, as cenas vão ficando rápidas de acordo com as frases de Nicki, a rapper canta sua parte da música e continua dançando com Wilow, o vídeo termina com Willow disendo: Yeah.

## Desempenho nas paradas
| Paradas (2011)                        | Melhor posição |
| ------------------------------------- | -------------- |
| Estados Unidos Billboard Hot 100      | 94             |
| Reino Unido Official UK Singles Chart | 80             |
| Irlanda GfK Irish Singles Chart       | 36             |